# Arkadiusz Żaczek
Arkadiusz Żaczek (ur. 12 stycznia 1974) – polski judoka.
Były zawodnik WKS Śląsk Wrocław (1992-2003). Mistrz Polski seniorów 1997 w kategorii do 60 kg. Ponadto m.in. młodzieżowy mistrz Polski 1996 w tej samej kategorii. 